# Decorador

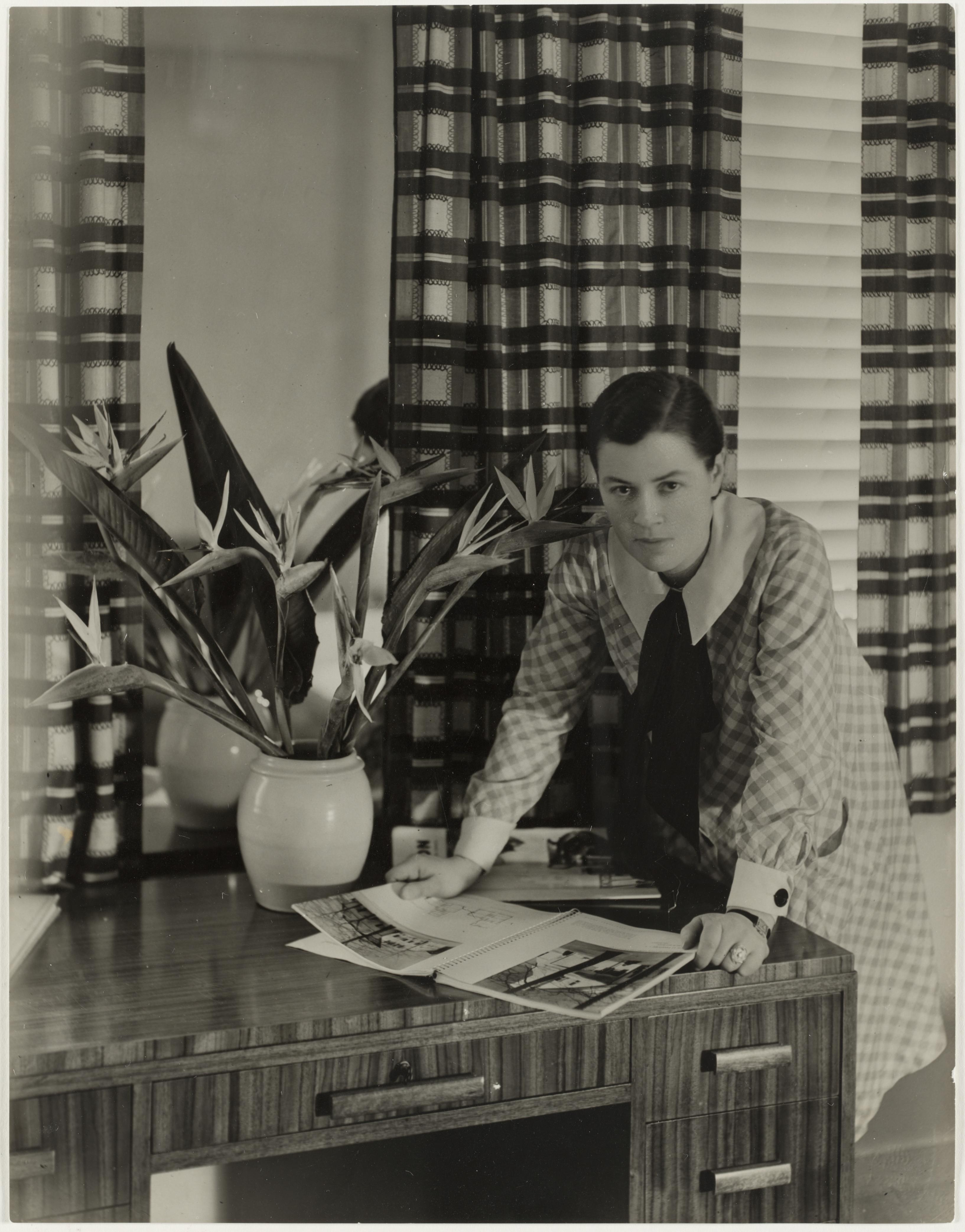
La decoradora de interiores Mollie Grey

Se denomina decorador, diseñador de interiores o arquitecto de interiores a la persona dedicada a diseñar los interiores de oficinas, viviendas o establecimientos comerciales con criterios estéticos y funcionales. 
El diseñador planifica la distribución de espacios interiores junto a sus clientes presentándoles un proyecto acorde a sus necesidades, preferencias y presupuesto. En primer lugar, determina junto a su cliente el tipo de arquitectura preferida para el local, sus funciones y destino y el tipo de equipamiento a instalar.
El diseñador aconseja a su cliente sobre el estilo de los muebles y otros objetos de decoración, el color y estilo de la tapicería, la pintura de las paredes y el techo y la distribución de los espacios. El diseñador busca y selecciona los muebles, cuadros y objetos decorativos apropiados a los requerimientos del proyecto. También adapta al nuevo espacio con criterios estéticos los muebles u objetos de que dispone. Presenta el proyecto al cliente por medio de dibujos, esquemas o ilustraciones. 
Cuando el proyecto y su presupuesto han sido aprobados, el diseñador subcontrata la fabricación de tapicerías, cortinas, alfombras y piezas de carpintería, la construcción de tabiques y otros elementos separadores, el tratamiento y pintura del techo y las paredes, la instalación del suelo y otras actividades relacionadas. El diseñador también puede planificar otros espacios interiores como barcos, aviones, autobuses o stands feriales.

## Formación en España
En las Enseñanzas Artísticas Superiores existe la especialidad de Diseño de Interiores, regulado por Real Decreto 633/2010, de 14 de mayo y la Ley 1 2024, de 7 de junio. Permiten el acceso a estudios de Master y Doctorado.
En las Enseñanzas Artísticas Profesionales existen Ciclos Formativos de la familia profesional de Diseño de Interiores, regulados por Real Decreto 1464/1995, de 1 de septiembre:
- Técnico superior de Artes Plásticas y Diseño en Amueblamiento.
- Técnico superior de Artes Plásticas y Diseño en Arquitectura Efímera.
- Técnico superior de Artes Plásticas y Diseño en Escaparatismo.
- Técnico superior de Artes Plásticas y Diseño en Elementos de Jardín.
- Técnico superior de Artes Plásticas y Diseño en Proyectos y Dirección de Obras de Decoración.

Permiten el acceso a estudios superiores de Diseño y a enseñanzas Universitarias. 